# مانکوت
مانکوت (انگلیسی: Mancot) یک روستا در شهرستان فلینتشر، ولز است. این روستا در سرشماری ۲۰۰۱ بریتانیا ۳٬۴۶۲ نفر جمعیت داشته‌است.